# Latarnia Morska Góra Szwedów
Latarnia Morska Góra Szwedów – nieczynna latarnia morska na polskim wybrzeżu Bałtyku, położona w granicach administracyjnych miasta Hel (powiat pucki, województwo pomorskie), na Mierzei Helskiej na szczycie wzniesienia Góra Szwedów.
Latarnia znajduje się pomiędzy Latarnią Morską Jastarnia, a Latarnią Morską Hel.
Latarnia zastąpiła Latarnię Morską Jastarnia Bór. Jest nieczynna od 1990 roku.

## Dane techniczne
- Położenie:54°37′06″N 18°49′03″E
- Wysokość wieży: 17,00 m[1]
- Wysokość światła: 34,30 m n.p.m.[2]
- Zasięg nominalny światła: 14 Mm (25,928 km)[2]

## Historia
Latarnia morska, zbudowana w 1936 roku, zastąpiła latarnię w Jastarni-Borze. Ta 17-metrowa stalowa budowla o konstrukcji ażurowej posadowiona na 2-metrowej betonowej podbudowie, zakończona okrągłą galerią, kiedyś przekryta była kopulastym daszkiem, pełniła funkcję wieży obserwacyjnej. W pełni zautomatyzowana (posiadała elektryczne oświetlenie), bez stałego nadzoru, często zawodziła (szczególnie zimą). Swoją rolę pełniła do 1990 roku, kiedy to została ostatecznie wyłączona.
Obecnie wieża, częściowo zdewastowana, to obiekt zabytkowy. Jednak niezabezpieczona i niezagospodarowana, niszczeje. Niewielki budynek stojący kilka metrów od latarni osunął się i powoli się rozpada.
W czasach działania latarni Góra Szwedów (do 1990 roku) – układ dwóch świateł latarni morskich Hel i Góra Szwedów ułatwiał nocną żeglugę wokół półwyspu – to jest ocenę odległości od brzegu, zapewniając łatwe uzyskanie pozycji z dwóch namiarów na latarnie Hel i Góra Szwedów. Latarnia Góra Szwedów znajdowała się na terenie wojskowym i była niedostępna. Skasowanie terenu wojskowego w 1990 roku przyczyniło się do jej dewastacji, po której latarni już nie uruchomiono.

## Galeria

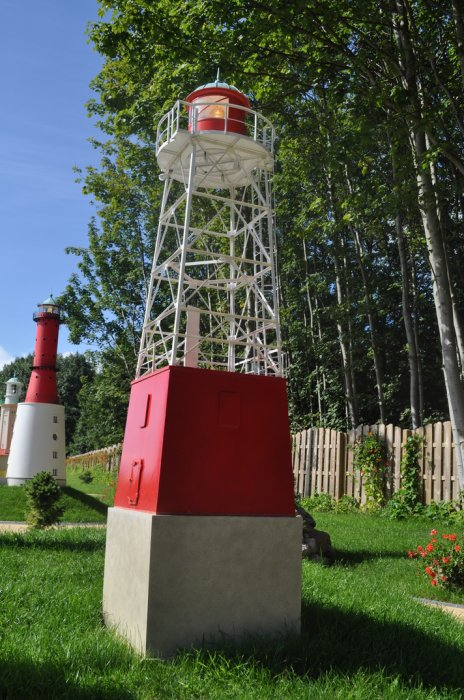
Model czynnej latarni w Parku Miniatur Latarni Morskich w Niechorzu
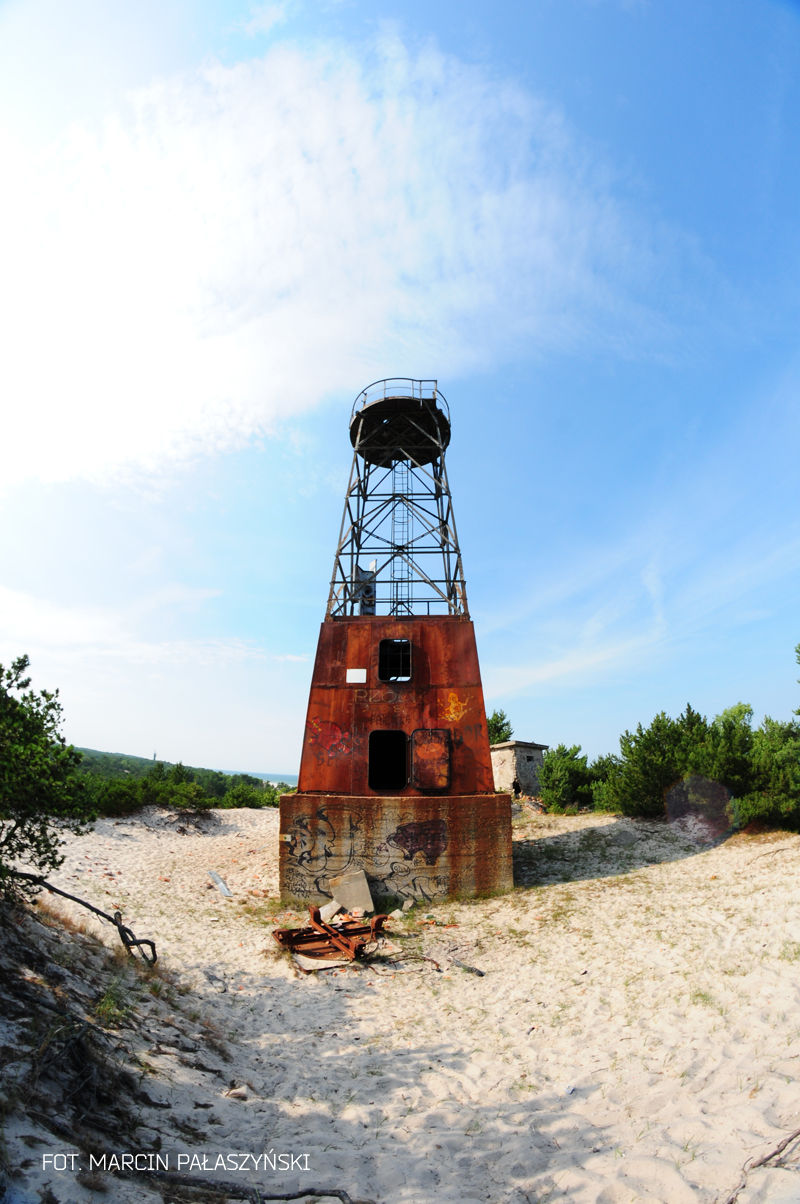
Nieczynna Latarnia Morska Góra Szwedów (2011)
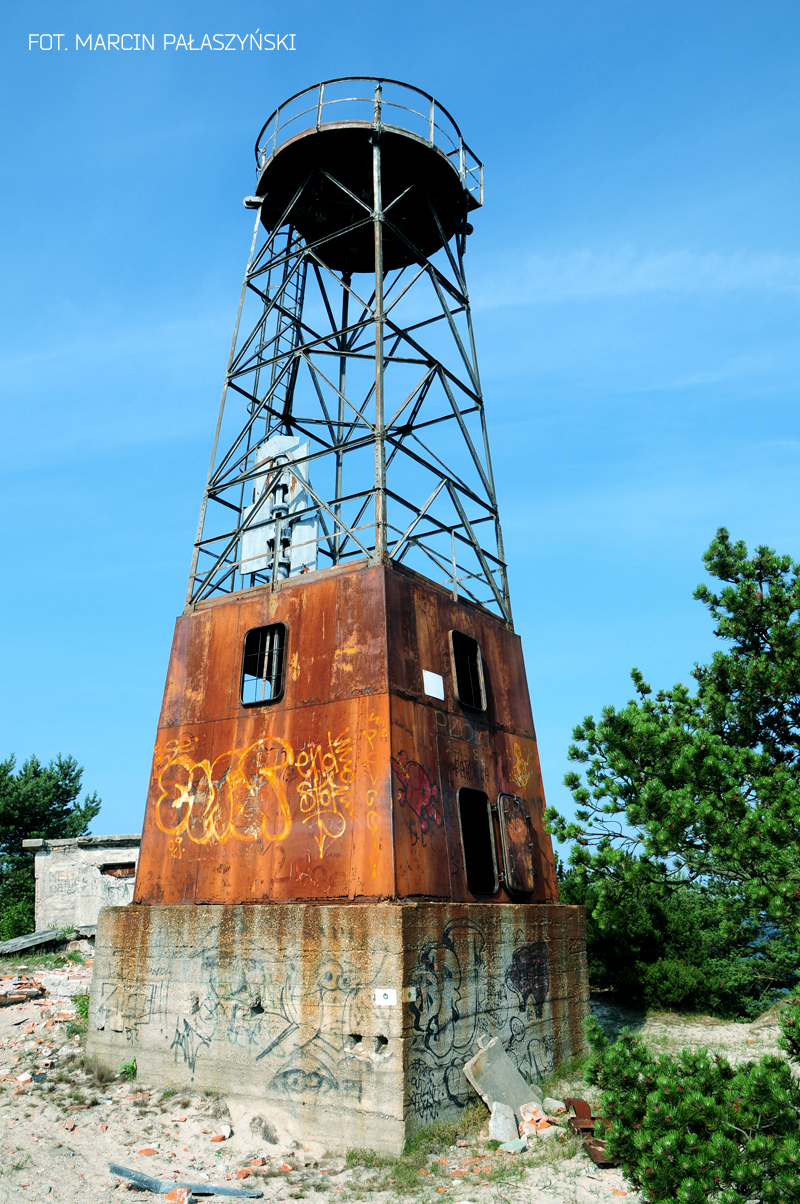
Nieczynna Latarnia Morska Góra Szwedów (2011)
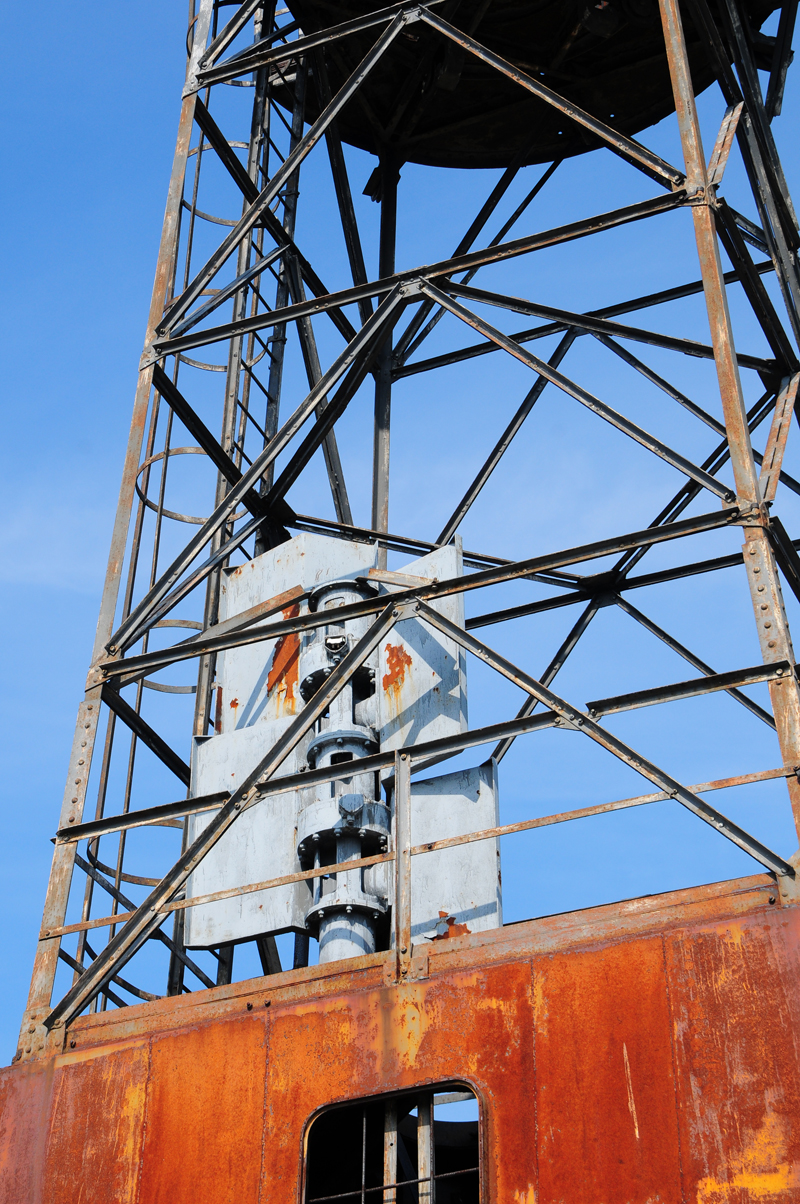
Pozostałość po Nautofonach (2011)
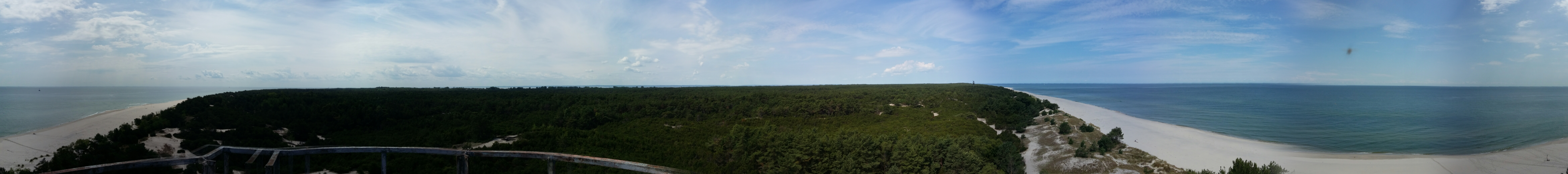
Widok z Nieczynnej Latarni Morskiej Góra Szwedów